# 빅트립: 아기팬더 배달 대모험
《빅트립: 아기팬더 배달 대모험》(러시아어: Большое путешествие)은 2019년 공개된 러시아의 애니메이션 영화이다.

## 출연
- 한으뜸 : 믹믹 역
- 장다운 : 오스카 역
- 이창민 : 듀크 역
- 서반석 : 야누스 역
- 박성영 : 아무르 역
- 김보나 : 아기팬더 역
- 고구인 : 비단뱀 역